# Sayan (città)
Sayan è una suddivisione dell'India, classificata come census town, di 12.856 abitanti, situata nel distretto di Surat, nello stato federato del Gujarat. In base al numero di abitanti la città rientra nella classe IV (da 10.000 a 19.999 persone).

## Geografia fisica
La città è situata a 21° 19' 01 N e 72° 52' 40 E.

## Società

### Evoluzione demografica
Al censimento del 2001 la popolazione di Sayan assommava a 12.856 persone, delle quali 7.258 maschi e 5.598 femmine. I bambini di età inferiore o uguale ai sei anni assommavano a 1.821, dei quali 983 maschi e 838 femmine. Infine, coloro che erano in grado di saper almeno leggere e scrivere erano 8.306, dei quali 5.102 maschi e 3.204 femmine.